# IC 3650
IC 3650 је двојна звијезда у сазвјежђу Береникина коса која се налази на листи објеката дубоког неба у Индекс каталогу.
Деклинација објекта је + 26° 28' 25" а ректасцензија 12h 40m 48,7s.